# Rubén Vargas
Rubén Vargas, né le 5 août 1998 à Adligenswil en Suisse, est un footballeur international suisse qui évolue au poste d'ailier gauche au Séville FC.
Fils d'une mère suisse et d'un père dominicain, il possède la double nationalité.

## Biographie

### En club

#### FC Lucerne (2017-2019)
Avec le club du FC Lucerne, il inscrit huit buts en première division suisse lors de la saison 2018-2019. Cette même saison, il joue deux matchs en Ligue Europa.
En juin 2019, il quitte le club de suisse pour rejoindre la Bundesliga.

#### FC Augsbourg (2019-2025)
Le 18 juin 2019, il est annoncé qu'il rejoint le FC Augsbourg où il signé un contrat jusqu’au 30 juin 2024.
Début janvier 2025, le club annonce son départ pour La Liga, après 6 ans au sein du club.

#### Séville FC (depuis 2025)
Le 9 janvier 2025, il rejoint le Séville FC où il s'engage jusqu'en 2029. Il y retrouve un autre joueur de l'équipe nationale suisse, Djibril Sow. Le lendemain, il s'entraîne avec ses nouveaux coéquipiers.
Lors de son cinquième match et pour sa quatrième titularisation en championnat, il inscrit son premier but sous ses nouvelles couleurs le 9 février 2025 contre le FC Barcelone (défaite 1-4)

### En équipe nationale
Avec les espoirs helvétiques, il inscrit un but lors d'un match amical contre la Croatie en mars 2019.
En septembre 2019, il fête sa première sélection avec l’équipe de Suisse en remplaçant Granit Xhaka à l’occasion d’un match face à Gibraltar lors des éliminatoires à l’Euro 2020. Il dispute sa première compétition internationale à l'Euro 2020.
Le 9 novembre 2022, il est sélectionné par Murat Yakın pour participer à la Coupe du monde 2022. Vargas commence le tournoi titulaire et le finira aussi, ce qui est une petite surprise car tout le monde s'attendait plutôt à Okafor pour remplir ce poste vu ses récentes bonnes performances pour Red Bull Salzbourg, en Ligue des champions notamment. Lors de ce tournoi, il forme une attaque de haut niveau, associé avec Breel Embolo, Xherdan Shaqiri ou encore Djibril Sow. Il s'illustre en provoquant de nombreuses actions. Le 2 décembre 2022, lors du 3ème et dernier match des phases de groupe pour la Nati, Vargas met un superbe ballon à son coéquipier Freuler en talonnade qui termine le travail en marquant le 3-2, synonyme de qualification en huitième de finale pour l'équipe de Suisse. Malheureusement, l'équipe entière passera à côté de son huitième face au Portugal et perdra le match 6-1. Lors de cette rencontre, Vargas sort du terrain à la 66ème minute pour laisser place à Noah Okafor.
En juin 2024, il figure dans la liste de 26 joueurs appelés par Murat Yakın pour l'Euro 2024. Le 29 juin, il inscrit son premier but en tournoi majeur lors du huitième de finale face à l'Italie. Les Suisses s'imposeront 2-0 et se qualifieront pour les quarts de finale de la compétition.

## Statistiques
| Saison                | Club                  | Championnat           | Championnat | Championnat | Coupe(s) nationale(s) | Coupe(s) nationale(s) | Compétition(s) continentale(s) | Compétition(s) continentale(s) | Compétition(s) continentale(s) | Total | Total |
| Saison                | Club                  | Division              | M.          | B.          | M.                    | B.                    | Comp.                          | M.                             | B.                             | M.    | B.    |
| 2015-2016             | FC Lucerne U21        | 1re ligue             | 6           | 3           | -                     | -                     | -                              | -                              | -                              | 6     | 3     |
| 2016-2017             | FC Lucerne U21        | 1re ligue             | 10          | 9           | -                     | -                     | -                              | -                              | -                              | 10    | 9     |
| 2017-2018             | FC Lucerne U21        | 1re ligue             | 9           | 5           | -                     | -                     | -                              | -                              | -                              | 9     | 5     |
| Sous-total            | Sous-total            | Sous-total            | 25          | 17          | -                     | -                     | -                              | -                              | -                              | 25    | 17    |
| 2017-2018             | FC Lucerne            | Super League          | 19          | 1           | 1                     | 1                     | -                              | -                              | -                              | 20    | 2     |
| 2018-2019             | FC Lucerne            | Super League          | 31          | 8           | 5                     | 2                     | C3                             | 2                              | 0                              | 38    | 10    |
| Sous-total            | Sous-total            | Sous-total            | 50          | 9           | 6                     | 3                     | -                              | 2                              | 0                              | 58    | 12    |
| 2019-2020             | FC Augsbourg          | Bundesliga            | 33          | 6           | -                     | -                     | -                              | -                              | -                              | 33    | 6     |
| 2020-2021             | FC Augsbourg          | Bundesliga            | 30          | 6           | 2                     | 1                     | -                              | -                              | -                              | 32    | 7     |
| 2021-2022             | FC Augsbourg          | Bundesliga            | 29          | 1           | 1                     | 1                     | -                              | -                              | -                              | 30    | 2     |
| 2022-2023             | FC Augsbourg          | Bundesliga            | 23          | 3           | 1                     | 0                     | -                              | -                              | -                              | 24    | 3     |
| 2023-2024             | FC Augsbourg          | Bundesliga            | 31          | 4           | 1                     | 0                     | -                              | -                              | -                              | 32    | 4     |
| 2024-2025             | FC Augsbourg          | Bundesliga            | 8           | 0           | 2                     | 1                     | -                              | -                              | -                              | 10    | 1     |
| Sous-total            | Sous-total            | Sous-total            | 154         | 20          | 7                     | 3                     | -                              | -                              | -                              | 161   | 23    |
| 2024-2025             | FC Séville            | Liga                  | 3           | 0           | -                     | -                     | -                              | -                              | -                              | 3     | 0     |
| Total sur la carrière | Total sur la carrière | Total sur la carrière | 232         | 46          | 13                    | 6                     | -                              | 2                              | 0                              | 247   | 52    |